# Новая Исландия
Новая Исландия (исл. Nýja Ísland) — название культурно-географического региона на озере Виннипег в канадской провинции Манитоба в честь поселенцев из Исландии, обосновавшихся в этой местности с 1875 года.

## История
Первые исландские эмигранты в Канаду были членами Церкви Иисуса Христа Святых последних дней с островов Вестманнаэйяр. За ними последовала более массовая волна миграции после того, как лорд Дафферин предложил мигрантам земли в Манитобе для создания «свободного государства».
Из-за суровых экологических и экономических условий в Исландии, включая извержение вулкана Аскья, около 20 000 исландцев (около четверти тогдашнего населения Исландии) покинули свою родину в период с 1870 по 1915 год. 25 сентября 1875 году большая группа исландских иммигрантов, ранее жившая в посёлке Кинмаунт, Онтарио, обосновалась в Гимли (Манитоба) на берегу озера Виннипег. Одной из основных причин выбора места поселения было «обилие рыбы» на озере Виннипег (рыбная ловля была привычным занятием исландцев), однако по впечатлениям первых поселенцев, «их первые попытки рыбной ловли на озере Виннипег не увенчались успехом». Более того, «зима 1875—1876 гг. оказалась одной из самых холодных в истории Манитобы, и одежда поселенцев, в том числе кожаная обувь из Онтарио, не подходила для суровой погоды» . Однако иммигранты со временем научились обращаться с топором, обрабатывать почву, ловить рыбу подо льдом и охотиться на дичь. Они также узнали, как осушать землю, выращивать урожай и строить дома, пригодные для местных погодных условий (климат в родной Исландии, хотя и был в целом более холодным, всё же не имел резких перепадов температуры; канадская зима оказалась более суровой, а лето — наоборот, намного более жарким).
Эти исландские поселенцы, известные на их родном языке как Vestur-slendingar (что означает «западные исландцы»), назвали свои поселение «Новая Исландия», и сегодня этот регион остается символическим центром исландского наследия в Канаде. Первоначально многие исландцы не рассматривали эмиграцию как смену страны, и некоторое время даже обсуждался вариант переселения всего населения .

## Другие сведения
- По данным Статистического управления Канады, в Манитобе проживает самое большое по численности исландское население за пределами Исландии.[2] В Манитобе проживает около 26 000 человек исландского происхождения,[3] что составляет около 2 % от общей численности населения провинции. Около 35 % канадцев исландского происхождения проживает в Манитобе.[4]
- В настоящее время в Новой Исландии проводятся этнические фестивали, связанные с исландским наследием (в частности, Íslendingadagurinn — «День исландца»). Еженедельная газета Lögberg-Heimskringla, основанная в конце XIX века выдающимся исландским писателем, драматургом и поэтом Эйнаром Х. Квараном[5], печатается в Виннипеге .
- В Университете Манитобы есть исландский факультет, на котором студенты могут изучать исландский язык и литературу на уровне бакалавриата и магистратуры.
- Гимли в провинции Манитоба входил в состав «исландской резервации», предоставленный исландским поселенцам правительством Канады в 1875 году. Вопреки распространенному заблуждению, Новая Исландия никогда не была «республикой», хотя поселенцы действительно организовывали свое собственное местное самоуправление, которое до 1880 года находилось за пределами Манитобы. В то время «исландская резервация» находилась в округе Киватин, Северо-Западная территория, и она всегда оставалась под юрисдикцией Канады. Сами исландцы осознавали себя как лояльные подданные британской короны и граждане Канады, о чём свидетельствуют речи, произнесённые в Гимли во время визита лорда Дафферина, генерал-губернатора Канады, в 1877 году.